# Hydroptila selvatica
Hydroptila selvatica is een schietmot uit de familie Hydroptilidae. De soort komt voor in het Neotropisch gebied.